# Trolejbusy w Almietjewsku
Trolejbusy w Almietjewsku – system trolejbusowy funkcjonujący w mieście Almietjewsk i na osiedlu typu miejskiego Niżniaja Maktama, w Tatarstanie, w Rosji. Został uruchomiony 13 stycznia 1976 r. Operatorem jest przedsiębiorstwo Almietjewskoje Trollejbusnoje Uprawlenije.

## Linie
Stan z 4 czerwca 2020 r.
| Linia | Trasa                                     |
| ----- | ----------------------------------------- |
|       | Rynok nr 2 ↔ Tatnieftegazopierabotka TKA  |
|       | Ałnas ↔ Bolnickyj gorodok                 |
|       | Ałnas ↔ Radiopribor                       |
|       | Radiopribor ↔ RTS                         |
|       | Rynok nr 2 ↔ RTS                          |
|       | Radiopribor ↔ Tatnieftegazopierabotka TKA |

## Tabor
Stan z 4 czerwca 2020 r.
| Zdjęcie        | Typ             | Eksploatacja od | Liczba |
| -------------- | --------------- | --------------- | ------ |
|                | BTZ-52763A      | 2004            | 10     |
|                | UTTZ-6241-10-02 | 2019            | 10     |
|                | Trolza-5275.03  | 2016            | 5      |
|                | BTZ-52761R      | 2007            | 4      |
|                | BTZ-5276-04     | 2003            | 3      |
|                | ZiU-9           | 1991            | 3      |
| Łączna liczba: | Łączna liczba:  | Łączna liczba:  | 35     |